# Phytophthora cinnamomi
Phytophthora cinnamoni es un oomiceto que da lugar a una enfermedad llamada tinta del castaño.
Vive en el suelo nutriéndose de materias en descomposición, e inicia su destrucción por las raíces más pequeñas, avanzando de forma centrípeta hacia el núcleo del árbol a través de su sistema conductor, arruinando ambos. Está incluido en la lista 100 de las especies exóticas invasoras más dañinas del mundo de la Unión Internacional para la Conservación de la Naturaleza.

## Infección porPhytophthora cinnamoni
Comienza con el daño de las raíces absorbentes (secundarias), causando su pudrición. Mediante las zoosporas invaden las raíces estructurales (primarias) y a partir de aquí se expande al tallo mediante el micelio.

## Ciclo vital y efectos en las plantas
Ph. cinnamomi vive en el suelo y en los tejidos vegetales, puede tomar diferentes formas y puede moverse en el agua. 
Durante los períodos de condiciones ambientales duras, los organismos son clamidosporas latentes. Cuando las condiciones ambientales son adecuadas, las clamidosporas germinan, produciendo micelios (o hifas) y esporangios. 
Las zoosporas madurar los esporangios, que infectan las plantas mediante su introducción a través de la punta de la raíz. Las Zoosporas necesitan agua para nadar a través del suelo, por lo tanto la infección es más probable en suelos húmedos. 
El Micelio crece a lo largo de la raíz absorbiendo los hidratos de carbono y nutrientes provocando la destrucción de los tejidos de la raíz, "descomponiéndola" e impidiendo la absorción de agua y nutrientes. 
Los esporangios y las clamidosporas se forman en el micelio de la raíz infectada, y el ciclo de infección sigue a la planta siguiente.
Los primeros síntomas de la infección incluyen marchitamiento, amarillamiento y sequedad del follaje y el oscurecimiento del color de la raíz. La infección conduce a menudo a la muerte de la planta, especialmente en verano, cuando las plantas pueden secarse.

## Tratamiento con fungicidas de fosfito
Los fosfitos pueden ser utilizados como fungicida biodegradables para proteger las plantas del ataque de Phytophthora. Por lo general, se emplean en forma de fosfito de potasio, derivados del ácido fosforoso neutralizado con hidróxido de potasio. También pueden emplearse el fosfito de magnesio y el de calcio, y uno y otro.
El Fosfito impulsa las defensas naturales de la planta permitiendo sobrevivir a aquellas que ya estén infectadas. Se trata de un elicitor, de tal manera que actúa de manera indirecta como fungicida.
Es importante señalar que no existe un tratamiento que erradique la muerte regresiva de Phytophthora, incluyendo el fosfito. Sin embargo, un enfoque integrado puede controlar la propagación y el impacto de la enfermedad. 
Este puede combinar el tratamiento con fosfito, la fumigación, el control de acceso, corrección de problemas de drenaje, eliminación de plantas hospederas y aplicación de protocolos de higiene.
El Fosfito controla muchas especies de Phytophthora, incluyendo la Phytophthora cinnamomi. No es tóxico para las personas o los animales, su toxicidad ha sido comparada con la sal de mesa. 
Existe un riesgo de contaminación muy bajo asociado al fosfito. Cuando es proyectado sobre el follaje de las plantas, se aplica una tasa muy baja, por lo que cualquier fosfito que llegue a la tierra no alcanza el nivel freático.
El Fosfito necesita introducirse en el sistema de transporte de agua de la planta para que sea eficaz. Esto puede hacerse mediante su inyección  en los árboles, o pulverización sobre las hojas, protege a la planta de una posible infección de Phytophthora, y puede ayudar a la recuperación de las ya afectadas.